# Hoppstädten
Hoppstädten ist eine Ortsgemeinde im Landkreis Kusel in Rheinland-Pfalz. Sie gehört der Verbandsgemeinde Lauterecken-Wolfstein an.

## Geographie
Hoppstädten liegt in der Westpfalz im nördlichsten Zipfel des Kreisgebiets. Rund 40 Prozent der Gemarkungsfläche sind bewaldet. Im Westen befindet sich Sien (Kreis Birkenfeld), im Osten Schweinschied (Landkreis Bad Kreuznach) und im Süden Merzweiler.

## Geschichte
Die erste urkundliche Erwähnung von Hobstetten erfolgte im Jahr 1325. 1815 bis 1866 gehörte es zum Oberamt Meisenheim der Landgrafschaft Hessen-Homburg und kam mit diesem 1866 zu Preußen.
Zur Unterscheidung von gleichnamigen Orten war zeitweise die Namensform Sien-Hoppstädten üblich.

## Politik

### Gemeinderat
Der Gemeinderat in Hoppstädten besteht aus sechs Ratsmitgliedern, die bei der Kommunalwahl am 9. Juni 2024 in einer Mehrheitswahl gewählt wurden, und dem ehrenamtlichen Ortsbürgermeister als Vorsitzendem.

### Bürgermeister
Eric Studt wurde am 10. Juli 2024 Ortsbürgermeister von Hoppstädten. Da für die Direktwahl am 9. Juni 2024 kein Wahlvorschlag eingereicht wurde, oblag die Neuwahl gemäß rheinland-pfälzischer Gemeindeordnung dem Rat, der sich einstimmig für Studt entschied.
Studts Vorgänger Günter Denzer hatte das Amt 2004 übernommen. Zur Wahl 2024 kandidierte er nicht erneut als Ortsbürgermeister.

## Wirtschaft und Infrastruktur
Im Westen verläuft die Bundesstraße 270. In Lauterecken ist ein Bahnhof der Lautertalbahn.

## Persönlichkeiten
- Emanuel Hecht (1821–1862), Lehrer und Schulbuchautor, Hecht wirkte jahrelang als Lehrer an der jüdischen Bekenntnisschule und starb im Ort